# Minnesota Lynx 2012
La stagione 2012 delle Minnesota Lynx fu la 14ª nella WNBA per la franchigia.
Le Minnesota Lynx vinsero la Western Conference con un record di 27-7. Nei play-off vinsero la semifinale di conference con le Seattle Storm (2-1), la finale di conference con le Los Angeles Sparks (2-0), perdendo poi la finale WNBA con le Indiana Fever (3-1).

## Roster
| N° | Naz.                   | Ruolo | Sportivo         | Anno | Alt. | Peso |
| -- | ---------------------- | ----- | ---------------- | ---- | ---- | ---- |
| 1  | Stati Uniti (bandiera) | C     | Jessica Adair    | 1986 | 193  | 100  |
| 2  | Stati Uniti (bandiera) | GA    | Julie Wojta      | 1989 | 183  | 81   |
| 5  | Stati Uniti (bandiera) | G     | Erin Thorn       | 1981 | 175  | 66   |
| 6  | Stati Uniti (bandiera) | A     | Amber Harris     | 1988 | 196  | 98   |
| 8  | Stati Uniti (bandiera) | AC    | Taj McWilliams   | 1970 | 188  | 85   |
| 11 | Stati Uniti (bandiera) | G     | Candice Wiggins  | 1987 | 180  | 68   |
| 13 | Stati Uniti (bandiera) | G     | Lindsay Whalen   | 1982 | 175  | 68   |
| 14 | Stati Uniti (bandiera) | A     | Devereaux Peters | 1989 | 188  | 77   |
| 22 | Stati Uniti (bandiera) | G     | Monica Wright    | 1988 | 180  | 81   |
| 23 | Stati Uniti (bandiera) | A     | Maya Moore       | 1989 | 183  | 79   |
| 32 | Stati Uniti (bandiera) | A     | Rebekkah Brunson | 1981 | 191  | 79   |
| 33 | Stati Uniti (bandiera) | G     | Seimone Augustus | 1984 | 183  | 81   |

## Staff tecnico
- Allenatore: Cheryl Reeve
- Vice-allenatori: Jim Petersen, Shelley Patterson
- Preparatore atletico: Chuck Barta
- Preparatore fisico: Keith Uzpen